# Cattedrale di Salerno
Il Duomo di Salerno, che ufficialmente risponde al nome di Cattedrale Primaziale Metropolitana di Santa Maria degli Angeli, San Matteo e San Gregorio VII, è il duomo della città di Salerno, Chiesa madre dell'Arcidiocesi di Salerno-Campagna-Acerno. Ha la dignità di basilica minore. È monumento nazionale italiano.
gli archi normanni, tutta bronzo e argento /
la porta di Guïsa e di Landolfo /
aveansi in cuore, e l'arte e l'ardimento /
onde tolse lo scettro ad Alberada /
Sigilgaita dal quadrato mento.»
(Gabriele D'Annunzio, Merope, libro IV delle Laudi)
La cattedrale venne costruita in stile romanico nel'XI secolo ed in seguito più volte modificata, con diverse aggiunte barocche.
Il campanile, di grande valore storico ed artistico, è un'importante testimonianza della fusione bizantino-normanna della metà del XII secolo. Su di esso trovano posto otto campane.

## Storia
Il Duomo di Salerno fu costruito tra il 1076 ed il 1085 dopo la conquista della città da parte di Roberto il Guiscardo, mentre era arcivescovo Alfano I, poeta e medico della famosa Scuola Medica Salernitana.

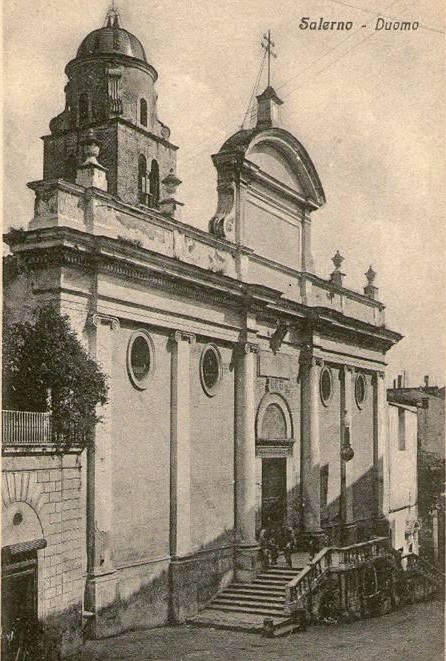
La facciata del quadriportico e il campanile in stile barocco, prima di essere riportati all'aspetto originario negli anni '50

La chiesa fu consacrata nel giugno del 1084 dal Papa Gregorio VII, ospite in esilio della città.
Costruito su un'omonima chiesa paleocristiana dedicata a santa Maria degli Angeli, sorta a sua volta sulle rovine di un tempio romano, i lavori iniziali erano di ben più modesta fattura.
I progetti furono ampliati successivamente con il ritrovamento delle spoglie di san Matteo, tumulate nell'antica chiesa il 4 maggio 954 e venute alla luce con la progressiva demolizione di questa.
A causa dell'eccessiva celerità con cui fu costruita e a cedimenti di terreno dovuti a numerosi sismi, subì nei secoli vari rifacimenti; si ricorda in particolare quello a seguito del terremoto del 1688 ad opera degli architetti Ferdinando Sanfelice, Arcangelo Guglielmelli e soprattutto Carlo Buratti romano, di origine ticinese, al quale si deve l'attuale aspetto interno e la volta ad incannucciata. Di recente è stato in parte riportato alla originaria struttura romanica.

## Descrizione

### La struttura

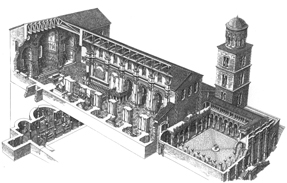
Spaccato della basilica

La forma della chiesa, come doveva essere, non fu scelta dal Guiscardo ma, certamente, da Alfano I, arcivescovo di Salerno e monaco benedettino, assiduo frequentatore dell'Abbazia di Montecassino per la quale elaborò i versi dei tituli che accompagnavano la decorazione delle pareti.
Alfano ispirò la forma e la pianta proprio alla chiesa cassinese fatta edificare da Desiderio fra il 1066 e il 1071. Quest'ultimo, nell'ambito di un recupero della tradizione cristiana, aveva preso a modello la basilica del suo predecessore aggiornata sulle novità carolingie, per cui inserì il transetto triabsidato, che nell'architettura altomedievale dell'Italia centro-Meridionale era assolutamente inesistente.
I rapporti tra Salerno e Montecassino furono individuati con i restauri degli anni prima della guerra.
Come l'edificio desideriano anche la cattedrale di San Matteo presenta una pianta articolata in un corpo longitudinale a tre navate con uno orizzontale, il transetto, con tre absidi, e quadriportico.
Ma un'analisi più approfondita dello spazio indica che la chiesa di Alfano si colloca nel panorama regionale come un elemento di assoluta novità, nonostante la forma tradizionale.
Il primo elemento di novità è dato dalla forma della cripta ad aula con lo spazio scandito da colonne e con le absidi in corrispondenza con quelle del transetto superiore. Questo tipo di cripta, ben conosciuto nell'Europa ed in Italia Settentrionale, era assolutamente inusuale in Italia centro-Meridionale. In San Pietro come a Montecassino, la cripta era un vano angusto, corrispondente ad un martirium, la sepoltura del santo.
Da Salerno questo tipo di ipogeo si diffonde negli altri centri: prima a Ravello, poi ad Otranto e quindi a Sant'Agata dei Goti.
Se allarghiamo il raggio dell'analisi alle misure dello spazio, viene fuori una concatenazione di numeri che lasciano intravedere una corrispondenza armonica, che si potrebbe definire di tipo modulare.

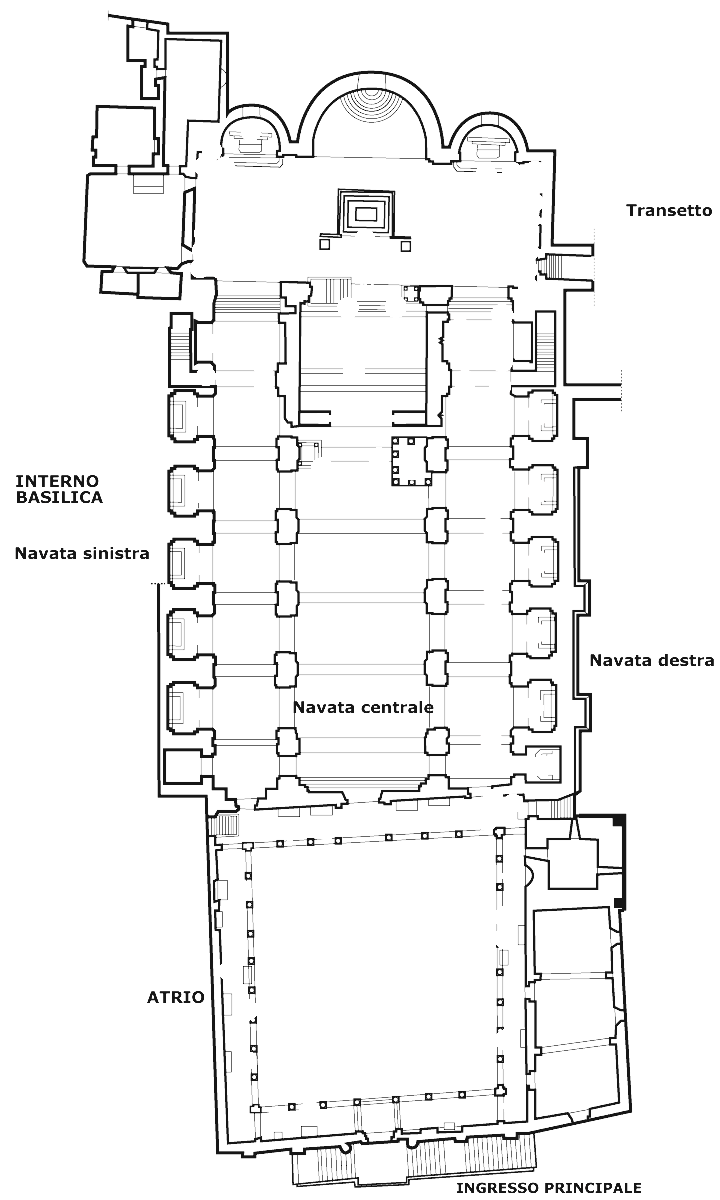
Pianta della struttura

I rapporti esistenti fra i corpi costituenti la chiesa indicano come riferimento basilare la lunghezza del transetto, uguale a 15,80 metri. La lunghezza della chiesa, pari a 79 metri, è esattamente cinque volte il braccio del transetto. La larghezza della chiesa, nonostante le trasformazioni barocche, è uguale a circa il doppio, cioè 31,6 o 31,8 metri. L'altezza è uguale a 23,70 metri, cioè una volta e mezza. La profondità dell'abside è uguale a 7,90 metri, la metà del transetto, mentre le absidi laterali sono la metà di quella centrale e misurano 3,85 metri, un quarto.

### Facciata esterna

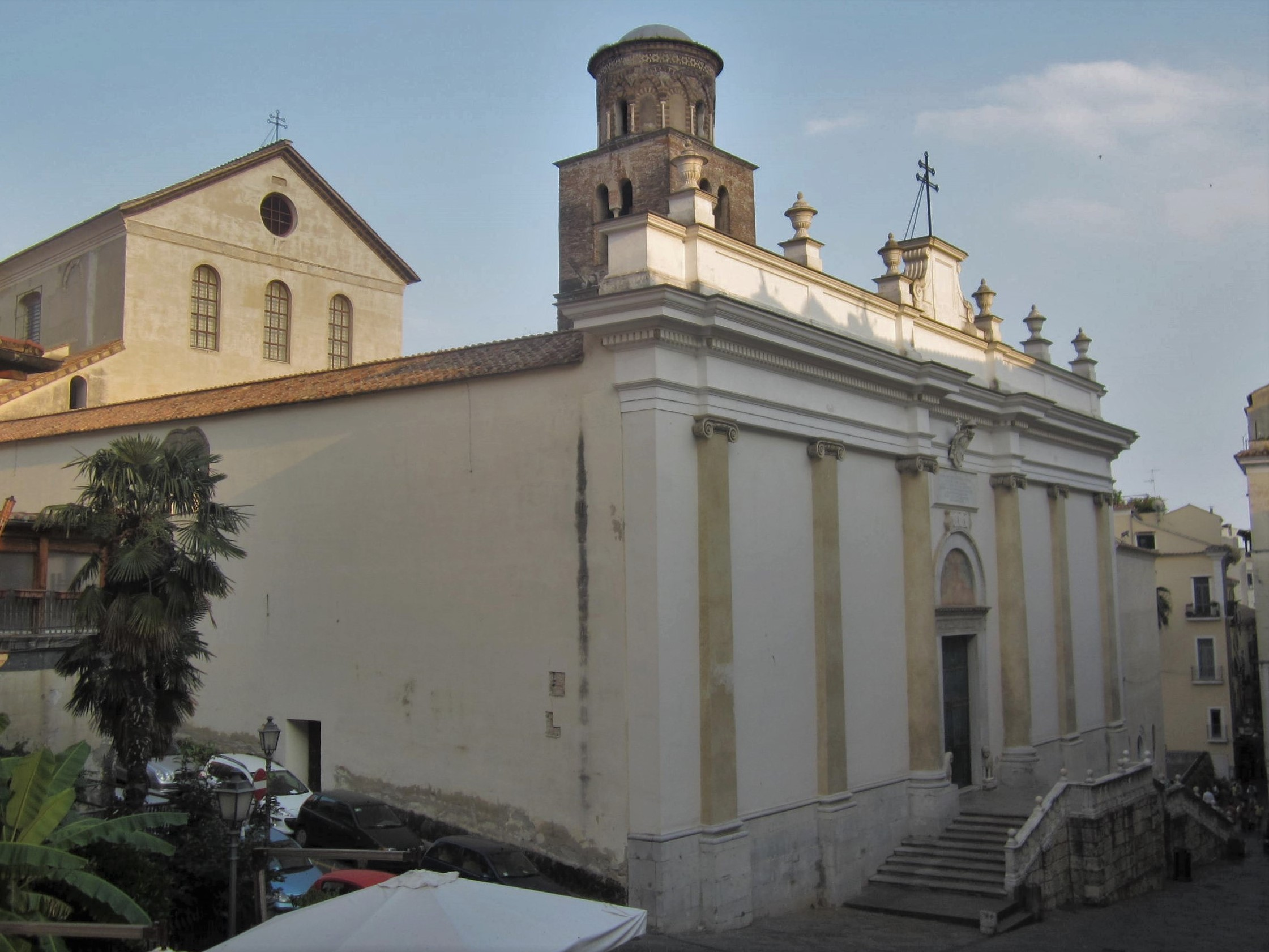
La facciata del quadriportico, in stile barocco

Il duomo è preceduto da una facciata barocca e dalla scalinata annessa.
Dell'antico prospetto resta il portale, detto Porta dei Leoni a causa di due statue ai lati degli stipiti raffiguranti un leone (simbolo della forza di Cristo e del suo potere di condannare) e una leonessa con un leoncino allattato (simbolo di carità e Misericordia salvifica di Cristo). Sull'architrave, scolpita ad imitazione di un portale romano, una scritta ricorda a chi entra l'alleanza tra i principati di Salerno e di Capua. Il fregio, raffigurante una pianta di vite (rimando al salvifico Sangue di Cristo) presenta altre decorazioni animali: una scimmia (simbolo dei vizi animali dell'uomo e quindi raffigurazione del peccatore) e un leone con la bocca aperta (simbolo dei pericoli che affliggono l'uomo) sono ai due estremi e messi ai margini dalla vite salvifica dove è presente una colomba che becca i datteri (simbolo dell'anima buona e salvata che si pasce dei piaceri ultraterreni). Nella lunetta al di sopra del fregio, un affresco seicentesco (che ha sostituito un deteriorato mosaico del 1290) raffigura San Matteo che scrive il vangelo ispirato dall'angelo, che alcuni vogliono sia opera di Angelo Solimena (padre del più celebre Francesco).

### Quadriportico

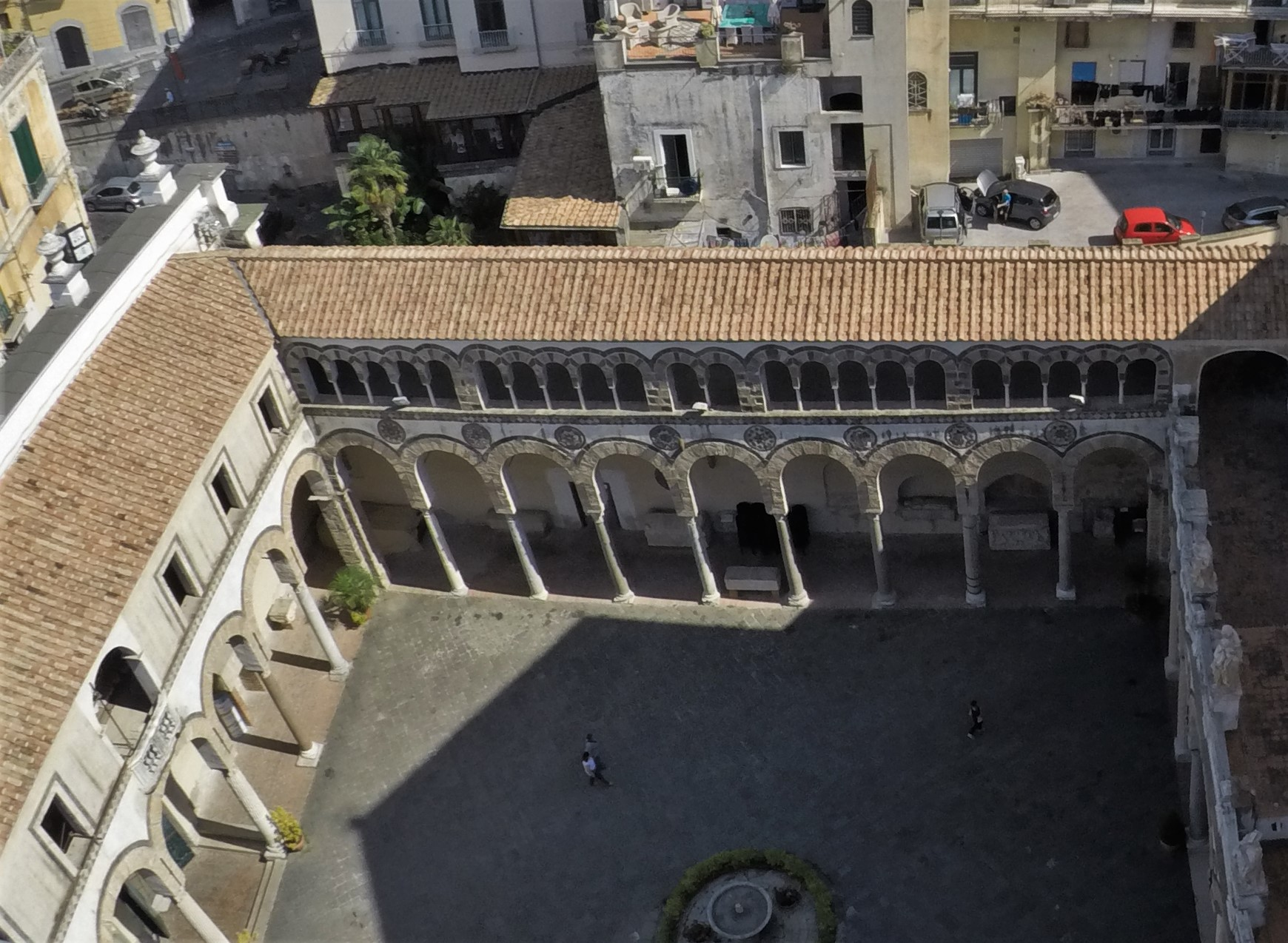
Il quadriportico visto dal campanile

Il portale della facciata immette ad un ampio atrio, unico esempio italiano, insieme a quello della basilica di Sant'Ambrogio, di quadriportico romanico. L'atrio è circondato da un colonnato (che era un'ideale continuazione verso l'esterno delle navate interne) le cui colonne provengono dal vicino Foro Romano di piazza Conforti, sormontate da archi a tutto sesto decorati con intarsi di pietra vulcanica sulle lesene e ai pennacchi. Splendido è il loggiato soprastante a bifore e pentafore, considerato il punto d'inizio della cosiddetta Architettura mediterranea.

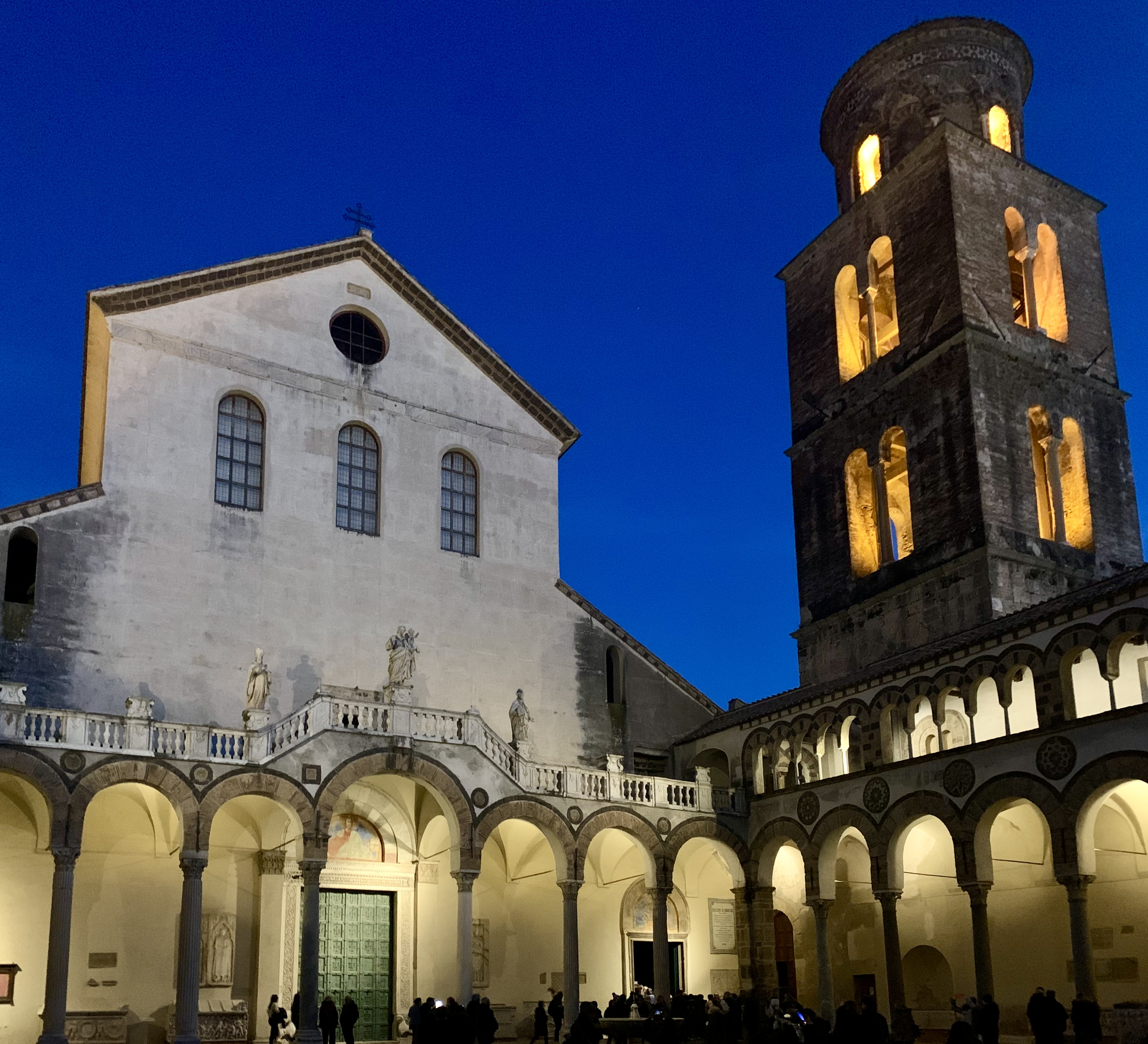
Veduta del quadriportico, del campanile e della facciata interna

Sull'atrio si apre inoltre la Porta in Bronzo della chiesa, fusa a Costantinopoli nel 1099 e donata alla città dai due coniugi Landolfo e Guisana Butrumile. Formata da 54 formelle in gran parte raffiguranti croci bizantine, presenta al centro una teoria di santi (tra i quali spicca san Matteo), la raffigurazione simbolica di due grifi che s'abbeverano ad un fonte battesimale (il grifo, oltre che dell'immortalità dell'anima, è anche simbolo della famiglia normanna degli Altavilla, ai quali apparteneva il fondatore Guiscardo). Anche se attualmente la porta ha un colorito verdastro tipico del bronzo antico, una volta era ricoperta in oro ed argento. Presso la stessa porta, sono incisi su una lapide quattro versi di una poesia che Gabriele D'Annunzio dedicò alla Cattedrale. Ai lati della porta di bronzo vi sono preghiere a San Matteo in caratteri armeni e greci, e solo recentemente decifrate.

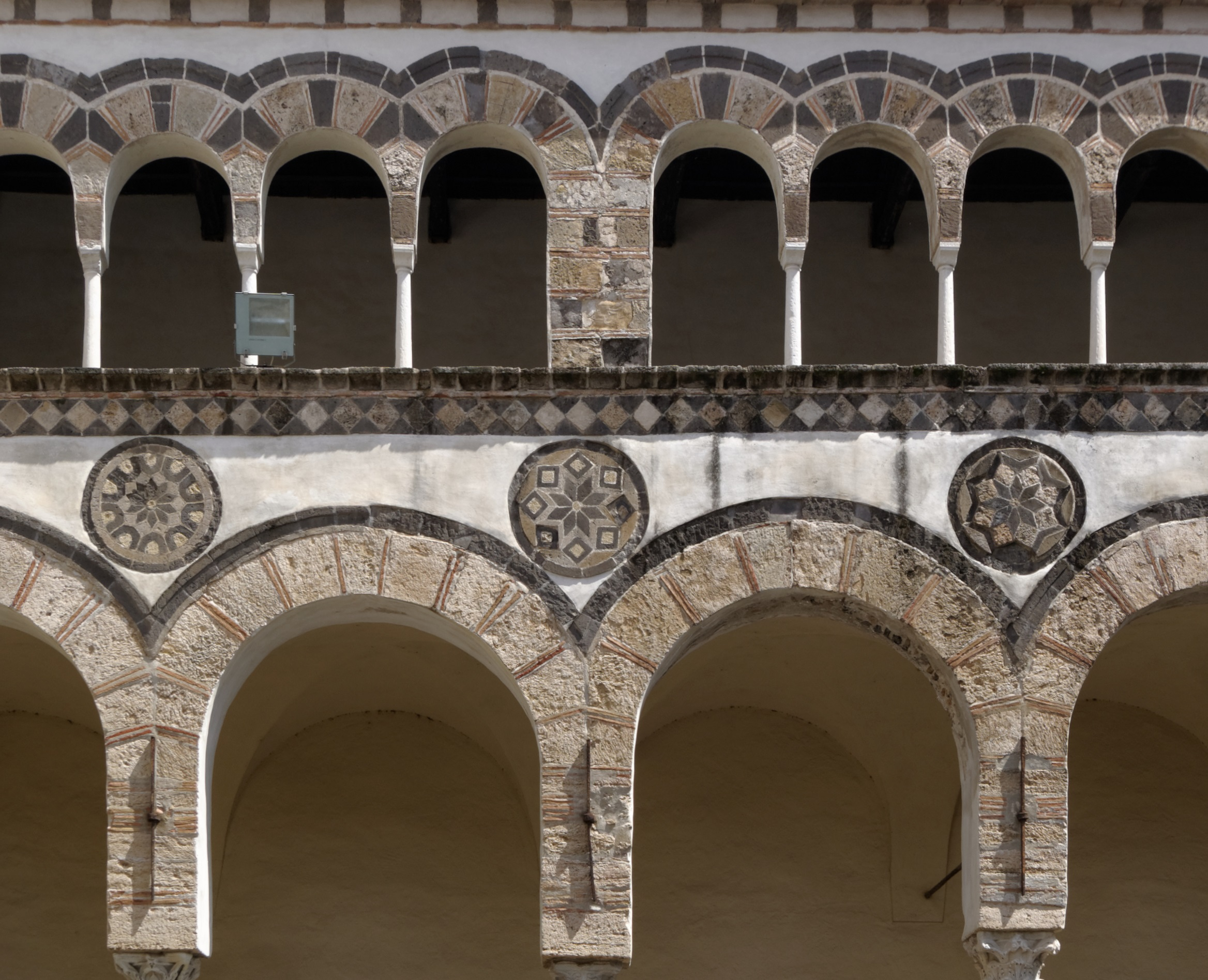
Particolare degli intarsi policromatici

Al centro dell'atrio esisteva una fontana monolitica in granito egiziano che piacque a Re Ferdinando IV di Borbone e nel 1820 fu portata a Napoli nella Villa Reale, attualmente villa comunale, dov'è tuttora, soprannominata popolarmente "la fontana delle Paparelle". La fontana attuale è un vecchio fonte battesimale.
Tra il campanile e la facciata, nel '700 fu aggiunto un altro corpo di fabbrica usando materiale di spoglio romanico: è il cosiddetto "Auditorium di Santa Caterina", comprendente, al pianterreno ed accessibile direttamente dalla strada, la "Sala San Lazzaro", nella quale nel periodo natalizio è esposto un pregevole e moderno Presepe dipinto, opera del pittore locale Mario Carotenuto.
Nel quadriportico, infine, una lapide ricorda che qui fu una sede della Scuola medica salernitana, e che qui san Tommaso d'Aquino insegnò teologia.

#### Sepolcri
Nel portico sono presenti alcuni sepolcri ricavati da sarcofagi romani riutilizzati altri di epico medievale. Degni di nota sono il sepolcro Capograsso (detto "sarcofago del ratto di Arianna" per la decorazione), quello tardo gotico di Margherita di Durazzo, originariamente allocato nel convento di San Francesco, e quello del Duca Guglielmo o della "Caccia al Cinghiale", carico di leggenda (vedi Leggende). Altre tombe non identificate sono quelle di Alfano I, della principessa Sichelgaita (che alcuni però vorrebbero sepolta a Montecassino). Al disopra della porta di bronzo che immette alla basilica, incastonate nella parete e assai rovinate, sono le lapidi tombali dei donatori della stessa porta: Landolfo e Guisana.

### Campanile

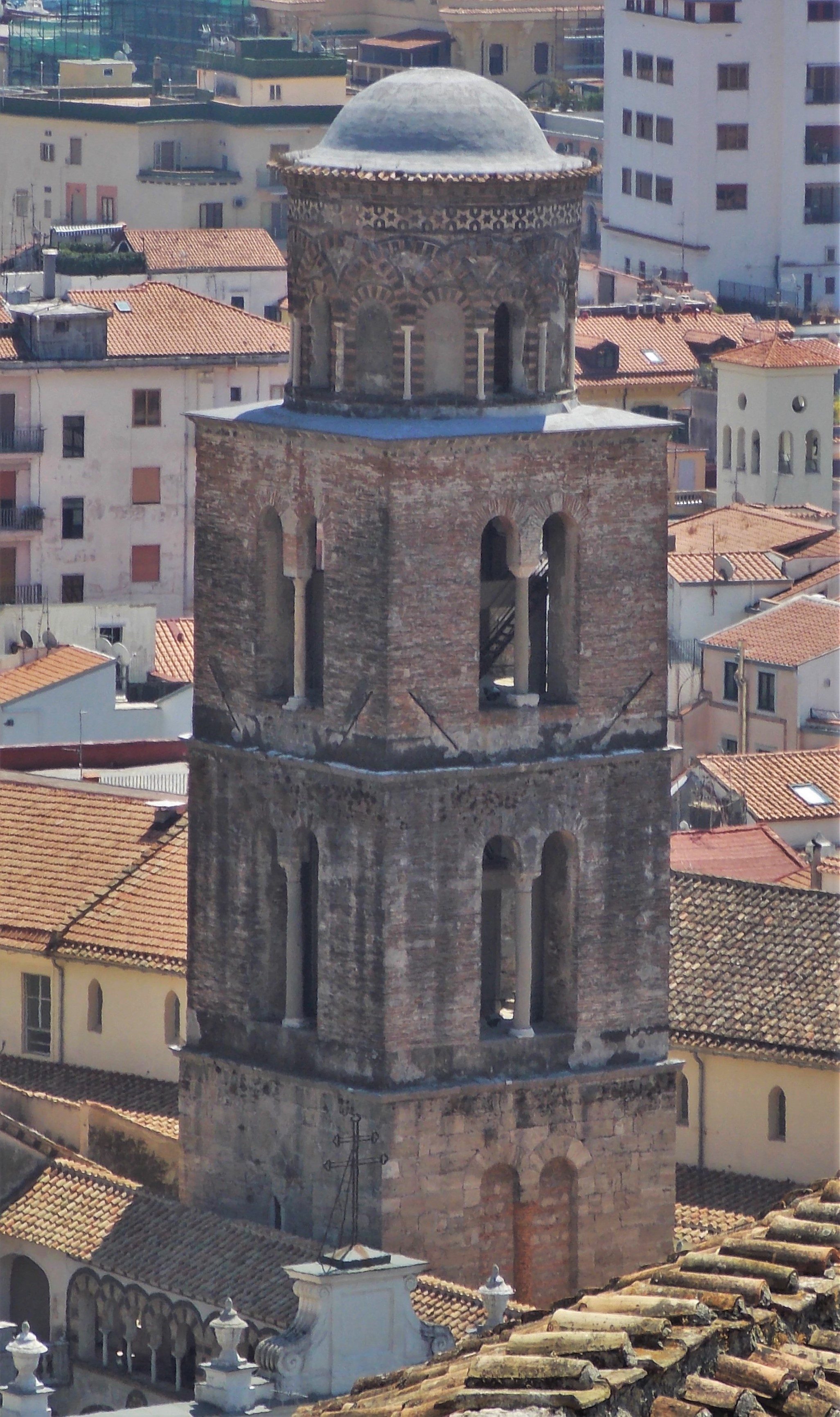
Il campanile, come si presenta visto dal centro storico alto

Addossato al lato meridionale del quadriportico è collocato il monumentale campanile arabo-normanno, che si eleva per quasi 52 metri con una base di circa dieci metri per lato. Da una lapide murata sulla fronte meridionale si legge che committente fu Guglielmo da Ravenna, arcivescovo di Salerno dal 1137 al 1152. 
L'epigrafe è la seguente:
Il campanile è composto di quattro cubi e termina con un tiburio a cupola. La sua composizione risponde ad una precisa esigenza statica in quanto i primi due piani, indubbiamente più pesanti, sono in travertino e costituiscono una solida base di sostegno. Gli altri due piani sono in blocchetti di laterizio, certamente più leggeri. Tutti i piani sono alleggeriti da ampie bifore che scaricano i pesi lateralmente sugli angoli.
La torretta costituisce la parte più interessante con la decorazione a dodici archi a tutto sesto intrecciati con alternanza regolare di diversi materiali policromi. Tale decorazione contribuisce ad un'ambientazione culturale propria dell'area salernitano-amalfitana. La cupoletta è demarcata da una fascia con stelle a sei punte.
Le forme del campanile, inoltre, rimandano a precise simbologie bibliche. I piani sono tre, numero equivalente ai livelli dell'universo secondo le Sacre Scritture; inoltre, la forma cubica vuol ricordare la loro fisicità. La torretta, invece, ha una forma circolare che nella bibbia equivale all'elemento ultraterreno; la parete esterna è percorsa da dodici colonnine (quanti sono gli apostoli) che reggono la fascia stellata a sei punte (stella ebraica) che è la raffigurazione del paradiso. In cima a tutto vi è la cupola, la cui perfetta forma sferica rappresenta Dio.
All'interno del campanile, dopo il terremoto del 1980 che ha indebolito la struttura, è stata colata una grande struttura in cemento armato che parte dal fondo del campanile fino ad arrivare al terzo piano, dove sono alloggiate le due campane più grandi e più pesanti, che assorbe le vibrazioni causate dal loro movimento a distesa; in questo modo il campanile è isolato dalle oscillazioni.

#### Campane
Sul maestoso campanile sono presenti otto campane di diverse epoche e dimensioni, che vanno dal Medioevo al 1800. 
| Nr. | Anno di fusione | Fonditore          | Nota   | Sistema di suono  | Posizione       |
| --- | --------------- | ------------------ | ------ | ----------------- | --------------- |
| 1   | 1824            | Rossi e Ripandelli | DO 3   | battaglio cadente | cella inferiore |
| 2   | 1535            | Giordano           | FA 3   | battaglio cadente | cella inferiore |
| 3   | XIII sec.       | ignoto             | SI♭ ³  | battaglio volante | cella superiore |
| 4   | 1734            | Astarita           | DO 4   | battaglio volante | cella superiore |
| 5   | 1782            | Garzia             | RE 4   | battaglio volante | cella superiore |
| 6   | 1782            | Garzia             | SOL♭ 4 | battaglio volante | cella superiore |
| 7   | 1746            | ignoto             | FA 4   | battaglio cadente | cella superiore |
| 8   | XIX sec.        | ignoto             | LA♭ 4  | battaglio cadente | cella superiore |

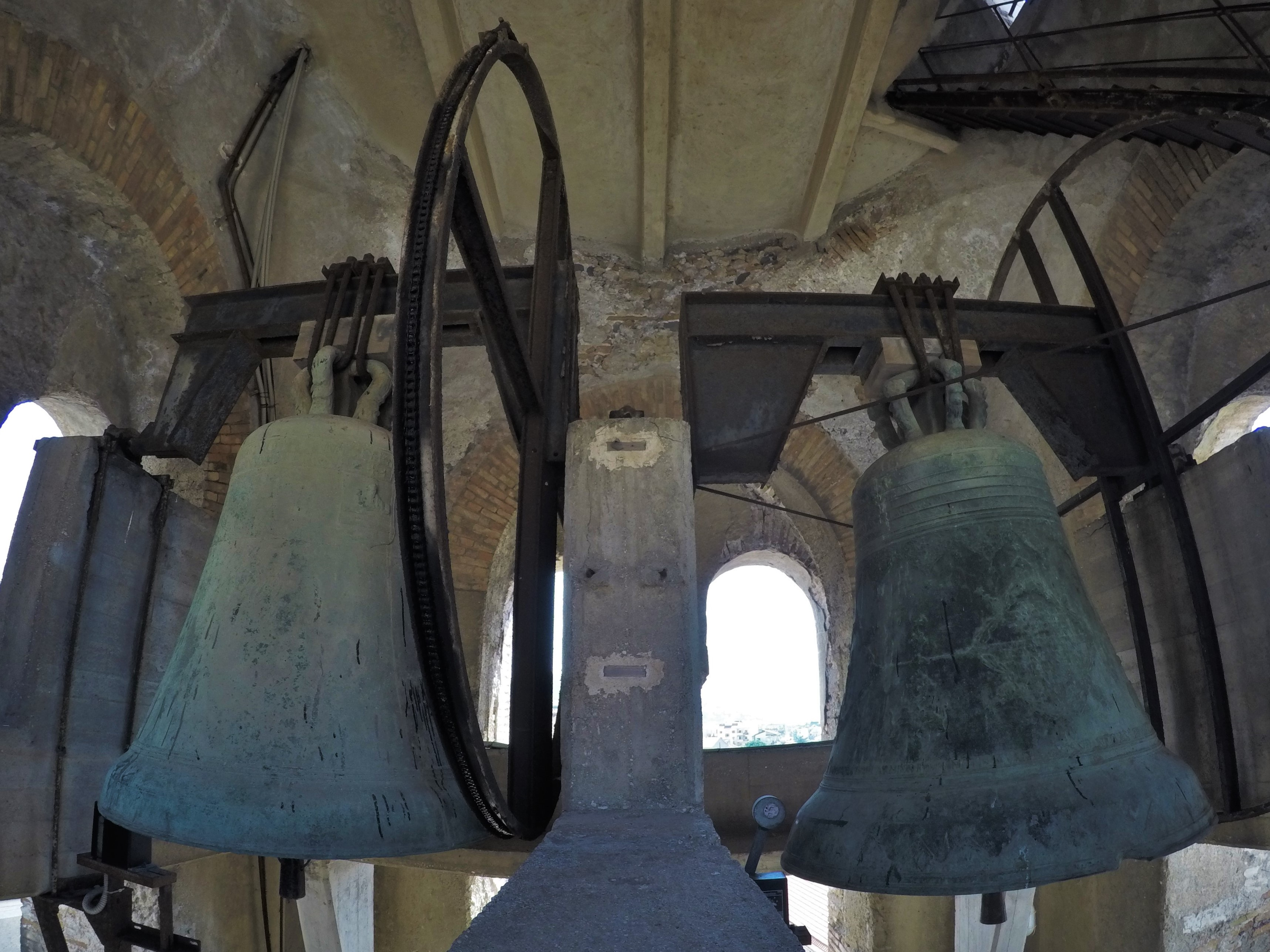
Le due campane maggiori, poste nella cella campanaria inferiore su un'incastellatura in cemento armato

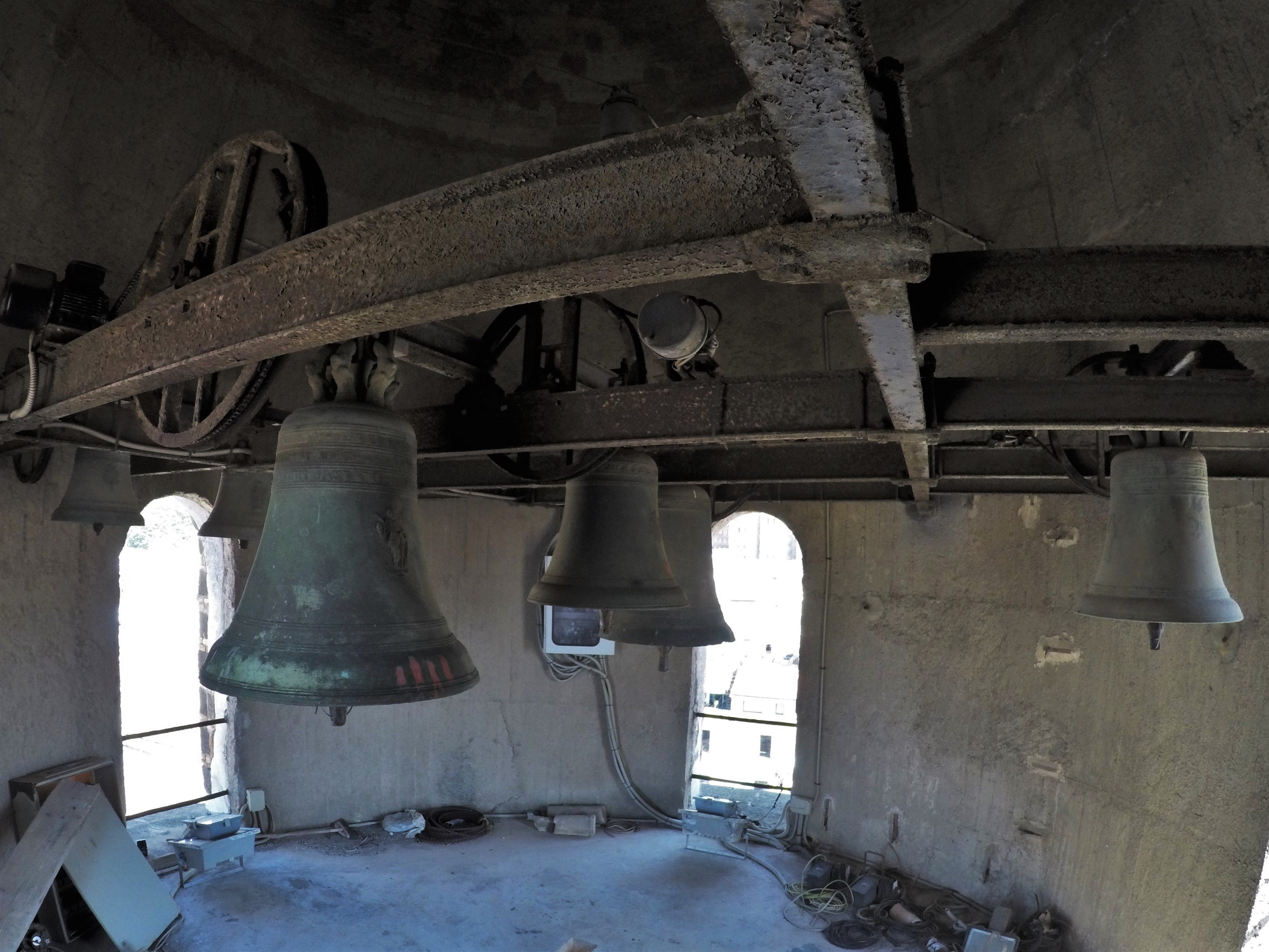
Le restanti sei campane, poste nel tamburo superiore del campanile

Prima del restauro che ha riportato la cattedrale ed il campanile all'originale splendore romanico negli anni '50, durante il periodo barocco, vi erano sulla cima della cupola 2 campane delle ore.
Programmazione delle campane
Feriale: distesa 5°- 6°- 8° campana; pre-festivo: distesa 3°-5°-7° campana; festivo: distesa 2°- 3°- 4°- 6° campana; festa: distesa 1°- 2°- 3°- 4° campana; 21 settembre, Natale, Pasqua, 6 maggio, 25 maggio, 13 luglio: distesa di tutte le campane; angelus h8 e h20: rintocchi 3-3-4 sul campanone; angelus h12 (fino al 2023): rintocchi 3-4-5-1 sul campanone e distesa della 3ª campana; angelus h12 (dal 2024): rintocchi 3-4-5-1 sul campanone e distesa della 5ª campana; angelus solenne: distesa 1°- 2° campana; cenno messa: distesa 4° campana; vespro: distesa 4°- 5° campana; vespro solenne: distesa 1° campana; rosario: distesa 7°- 8° campana

### Interno

#### Navate ed amboni

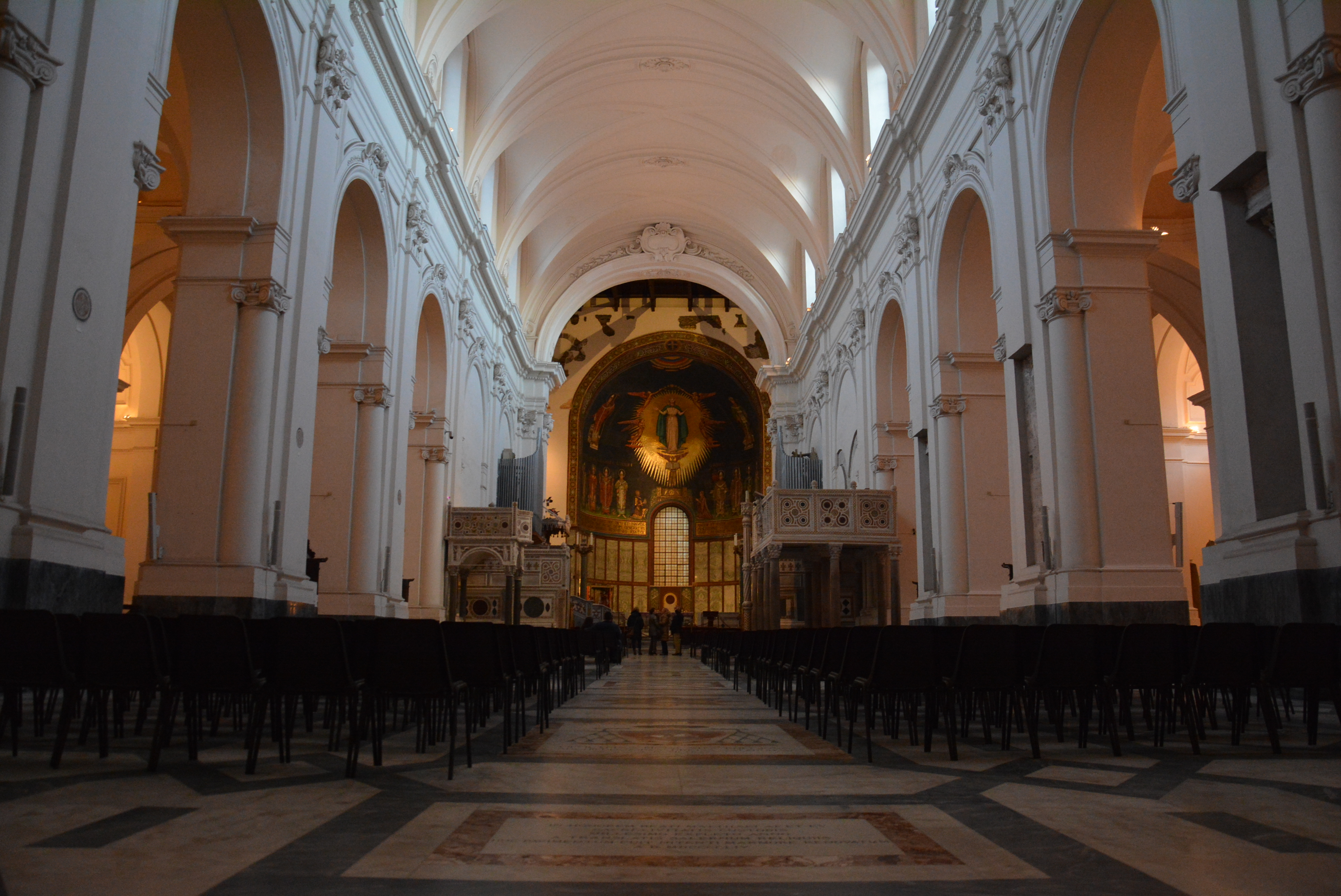
Navata centrale

La chiesa è un edificio massiccio, a tre navate (ma probabilmente in origine erano cinque) di cui quella centrale è sormontata da una volta a botte ad incannucciata, mentre il transetto presenta delle capriate in legno (rifatte negli anni cinquanta). 
Sebbene all'interno domini uno stile seicentesco, sono state rinvenute tracce dei trascorsi medioevali e in una delle navate laterali è possibile ammirare affreschi di scuola giottesca che emergono dalla più recente muratura.

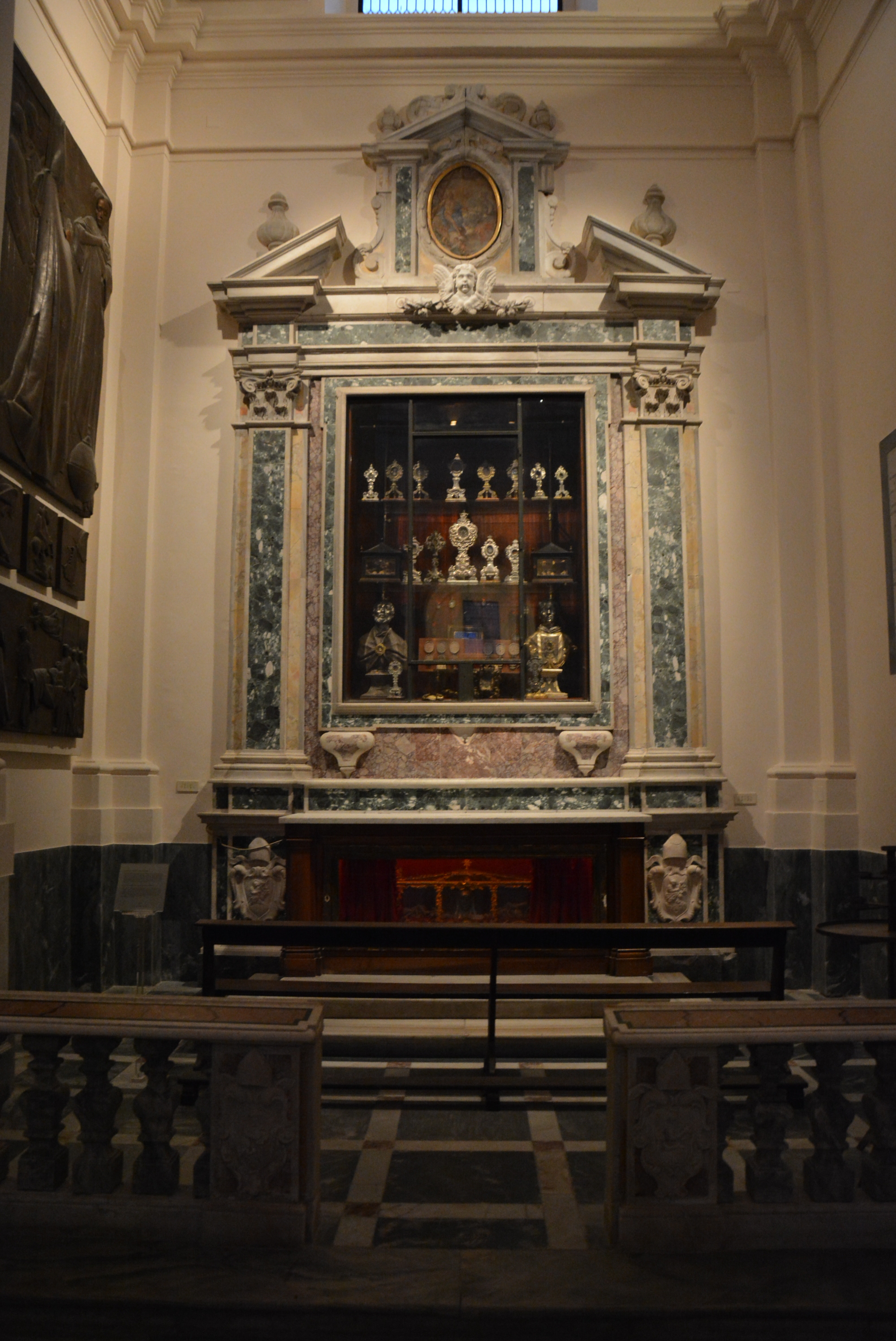
Particolare di una delle cappelle laterali

Nella parte terminale della navata si inserisce un coro ligneo delimitato da due amboni sorretti da colonnine tipicamente bizantine decorate con un intarsio di pietre policrome. Essi sono, rispettivamente, del 1180 (ambone Guarna) e del 1195 (ambone D'Ajello).
Sulla sinistra è collocato l'ambone, finemente decorato con mosaici e sculture, donato da Romualdo Guarna, Arcivescovo a Salerno dal 1163 al 1180, come è riportato sull'iscrizione che corre lungo il parapetto.
Il pulpito è retto da quattro colonne, tre delle quali sormontate da capitelli figurati, mentre la quarta presenta il capitello a motivi vegetali. Al di sopra i pannelli degli archi presentano i simboli degli Evangelisti. Al di sotto della base del lettorino è rappresentata la testa di Abisso. Al particolare pregio delle sculture si affianca la preziosità della decorazione musiva fondata sul ripetersi e sul complicarsi del modulo di ispirazione bizantina del disco inscritto in una fascia a motivi geometrici sempre diversi.
Come la scultura, anche la decorazione musiva appare in piena sintonia con quanto era stato espresso nei grandi cantieri palermitani.

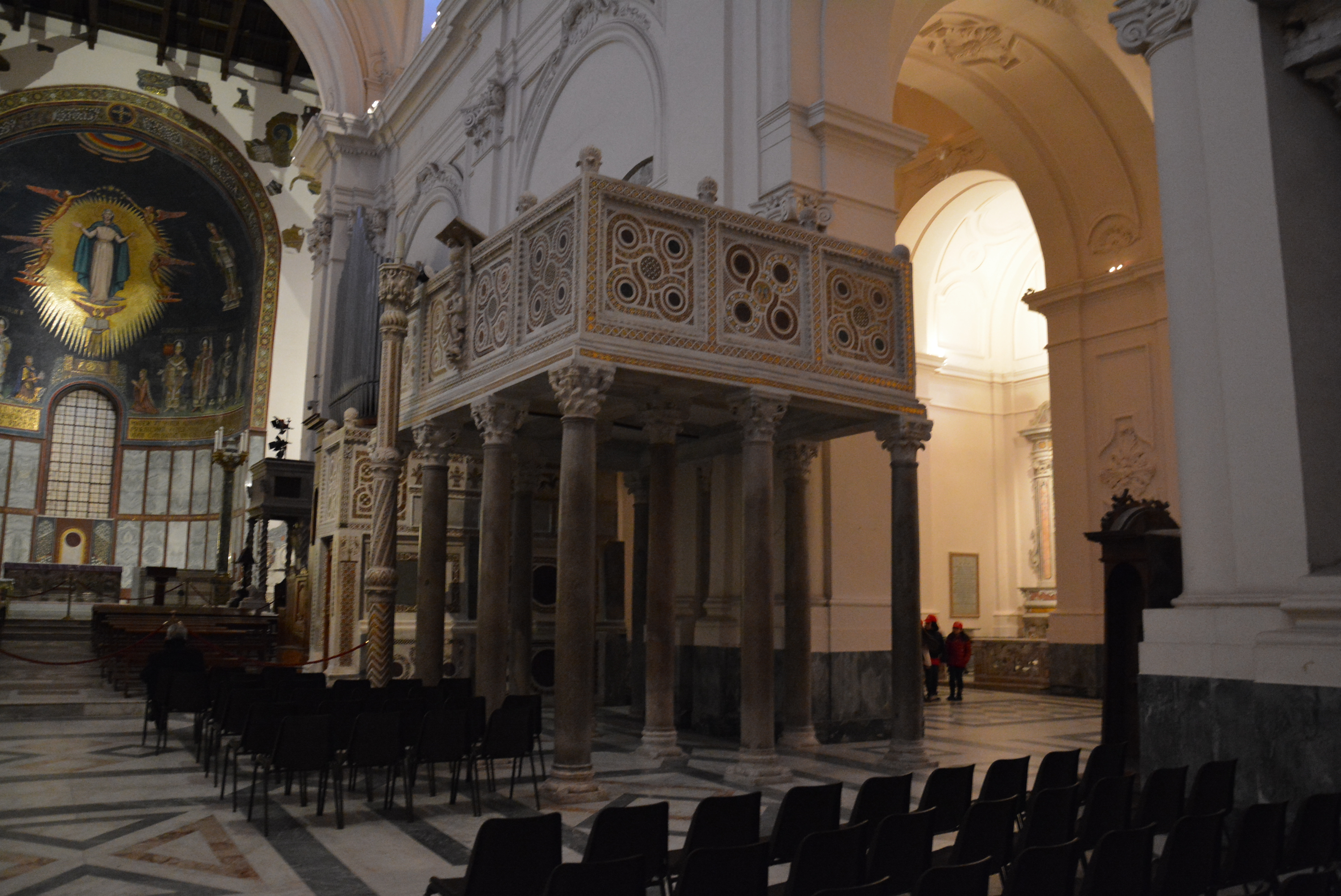
Ambone D'Aiello

Sulla destra vi è l'ambone detto D'Aiello perché la sua donazione è attribuita alla famiglia dell'arcivescovo Niccolò D'Aiello. Se l'attribuzione è incerta, evidente appare l'affinità stilistica con l'ambone Guarna, con il muro di recinzione e con il cero pasquale, il che fa ipotizzare una contemporaneità di esecuzione nella seconda metà del XII secolo.
L'ambone è a pianta rettangolare su dodici colonne a fusto liscio con capitelli in cui si ripetono più motivi ornamentali. Sui pannelli a mosaico si ritrova il motivo del disco inserito in una cornice a spirale.
I capitelli del colonnato, soprattutto quelli con figure di uccelli, protomi e cornucopie, sono in stretto collegamento con quelli di analogo soggetto, ma di fattura meno raffinata, del chiostro di Monreale.

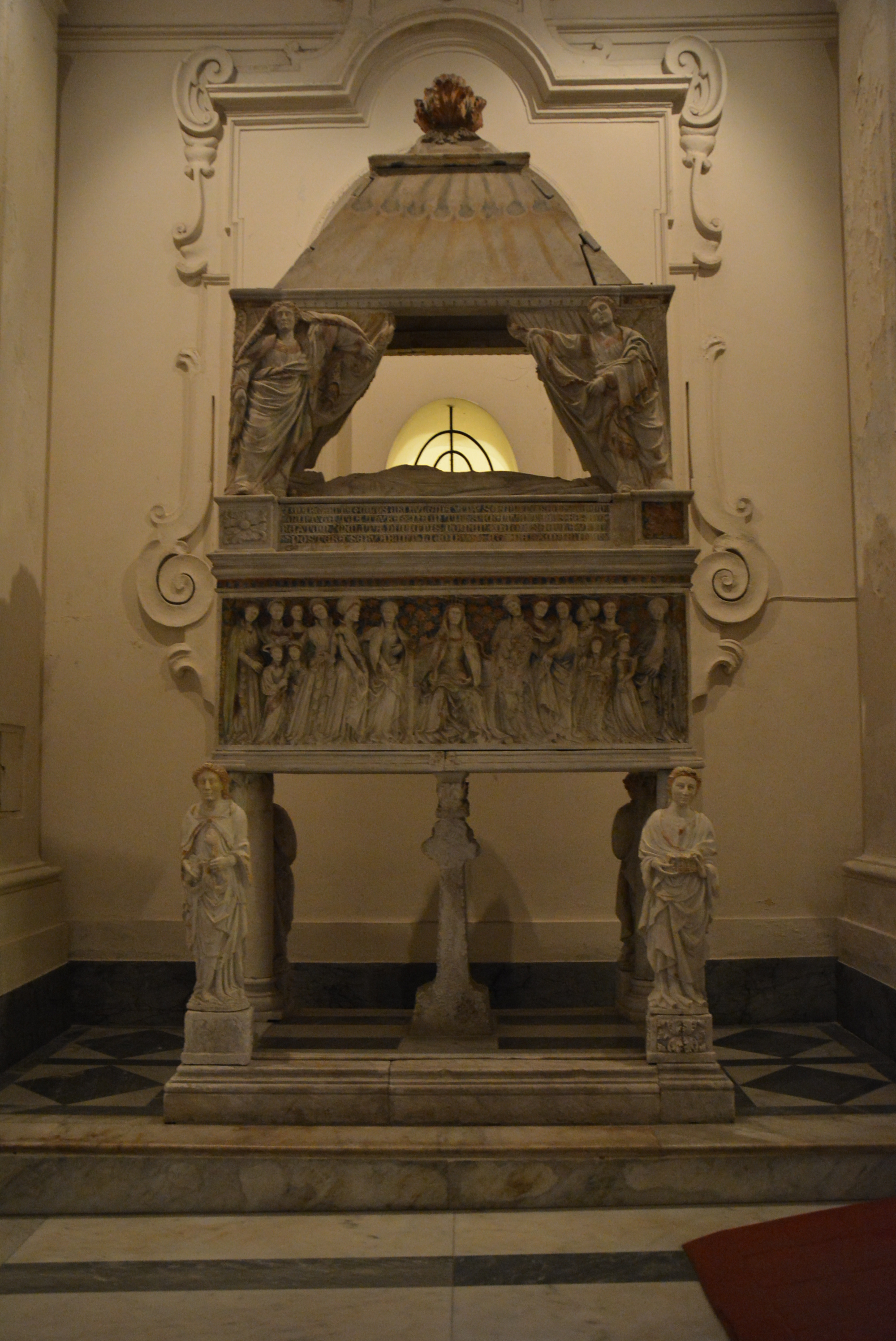
Particolare del monumento funebre di Margherita di Durazzo

Accanto all'ambone maggiore, c'è la colonna del cero pasquale, presso la quale sorgeva l'antica iconostasi, demolita nell'800 e sulla quale probabilmente erano posti i celebri Avori Salernitani. I pavimenti del coro, del presbiterio e del transetto sono anch'essi realizzati con motivi di tessere policrome; furono anch'essi eseguiti su ordine dell'arcivescovo Guglielmo da Ravenna, nella prima metà del XII secolo. In fondo troneggia l'altare decorato con paliotti d'argento e, al centro dell'abside, è sita la cattedra vescovile che si dice sia appartenuta al vescovo Alfano.

#### Monumenti funebri
Tra le altre tombe, quella di Ruggero Borsa, figlio di Roberto il Guiscardo, e la tomba della regina Margherita di Durazzo, nella navata di sinistra; quest'ultima, opera dello scultore Antonio Baboccio da Piperno, è doppiamente particolare sia perché ha tracce ben conservate della colorazione originaria, sia per la sua forma a letto baldacchino (giacché originariamente era posta al centro di una cappella del soppresso convento di Sant'Antonio, e vi si poteva girare intorno). Nei pressi dell'altare del Santissimo è collocata la tomba dell'arcivescovo mons. Nicola Monterisi.

#### Absidi

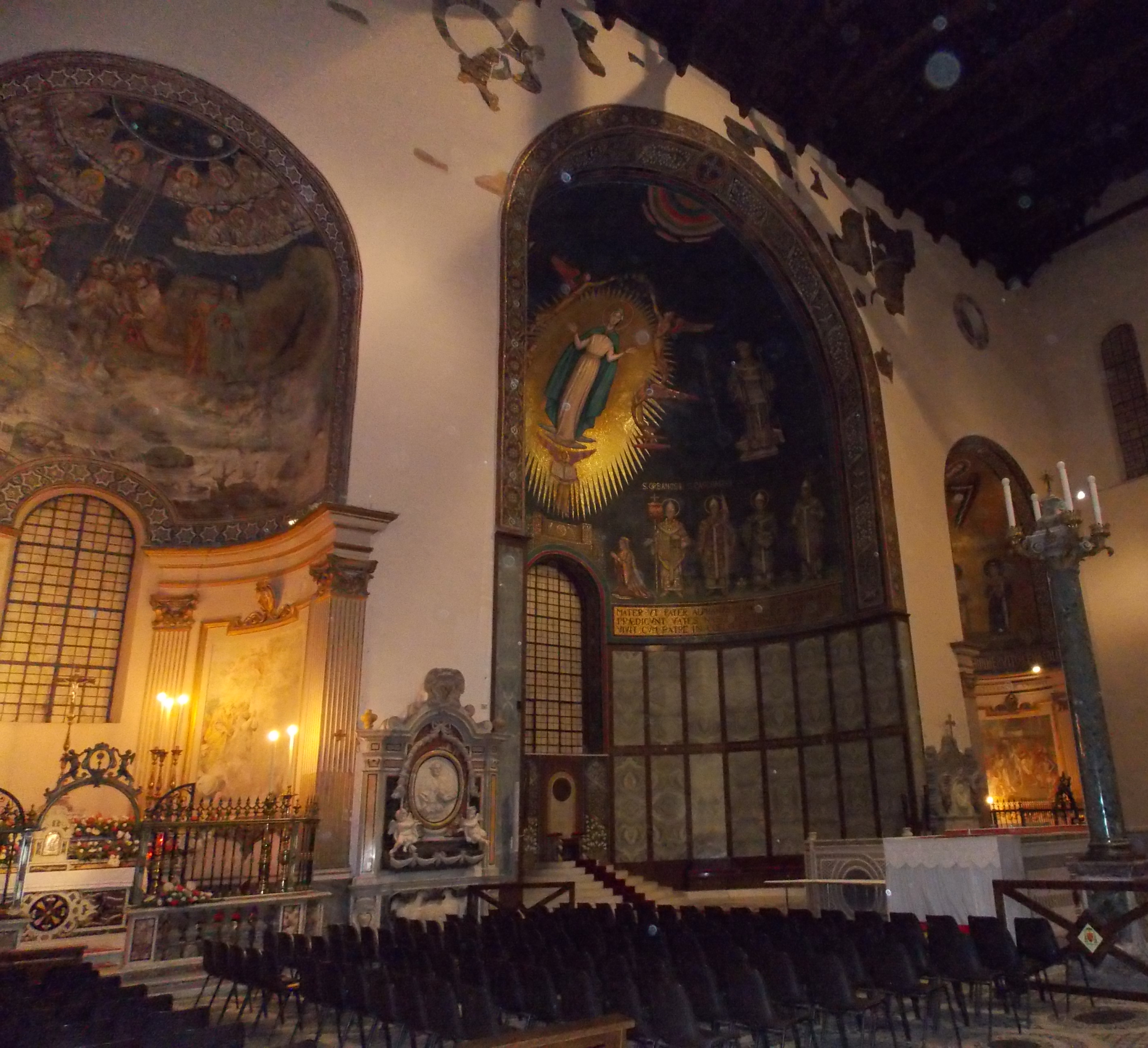
Zona absidale

Dei mosaici, tutti rifatti nel 1954 (anno millenario della traslazione delle reliquie di san Matteo), degni di nota poiché originali sono quelli della navata destra nonché quello della controfacciata, raffigurante San Matteo benedicente col Vangelo.
La decorazione originale dell'abside, andata in progressiva rovina nei secoli, di cui restano pochi frammenti sull'arco trionfale (un'aquila, simbolo di San Giovanni Evangelista; un angelo, simbolo di San Matteo e fasci di fiori), fu rivestita di nuovi mosaici dai mosaicisti della scuola di Ravenna, appunto, tra il 1954 e il 1956.
L'abside maggiore presenta in alto, fra un'aureola di luce, la Vergine Immacolata; ai lati San Gregorio VII e l'Arcivescovo Alfano I; ai piedi il Duca Roberto il Guiscardo in atto di offrire la Cattedrale e la moglie Sichelgaita in atteggiamento di preghiera. In secondo piano tutti i papi della Riforma Cattolica che Salerno ebbe ad ospitare: Clemente II, Leone IX, Vittore III, Alessandro II, Urbano II, Pasquale II, Callisto III, Alessandro III.

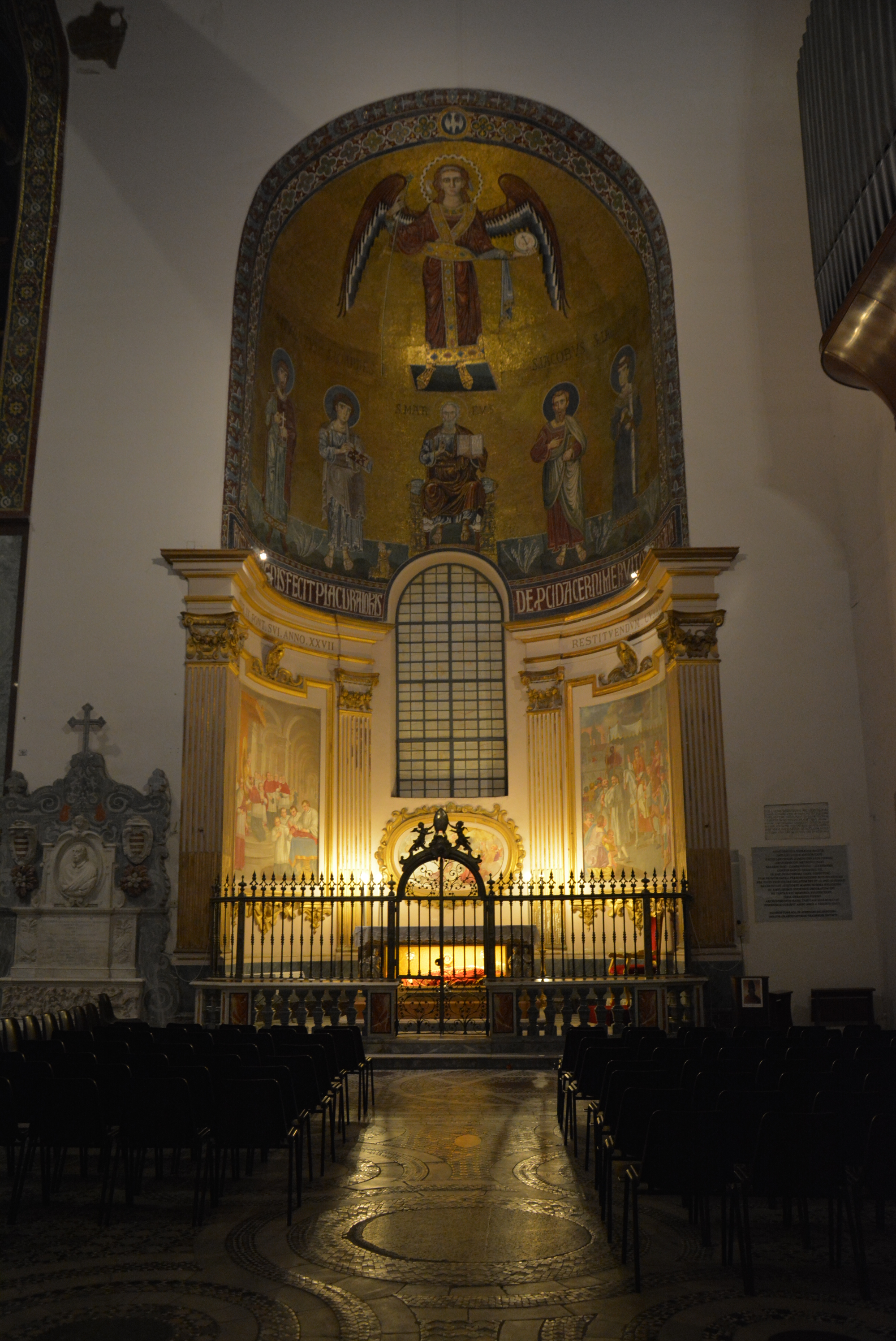
Particolare dell'abside destra, con l'altare di San Michele Arcangelo e la salma di papa Gregorio VII

Un'iscrizione dell'Arcivescovo Demetrio Moscato, messa sull'orlo dei bellissimi e preziosi marmi che delimitano il mosaico della parte inferiore, raccomanda San Matteo di difendere sempre Salerno, perché il popolo salernitano con il suo benamato Vescovo hanno rinnovato verso di lui l'amore di sempre, nel primo millenario della traslazione del suo Beato Corpo in Salerno.
Alla base del catino absidale rivestito di marmi, sono i resti della cattedra di Gregorio VII, ritrovata durante i restauri del 1932.
L'abside della navata destra fu detta Cappella dei Crociati, perché durante la visita di Papa Urbano II, fu istituita una confraternita che si proponeva di raccogliere soldati e fondi per la liberazione del Santo Sepolcro. Fu fatta costruire e rivestire di mosaici (1258), dal grande salernitano Giovanni da Procida.
Il mosaico al centro della cappella rappresenta San Matteo in trono; al di sopra San Michele Arcangelo, ai lati San Lorenzo, Giacomo, Fortunato e Giovanni. Ai piedi di San Matteo si vede, in piccolissime proporzioni, la figura di Giovanni da Procida.
Sotto l'altare è presente l'urna del papa Gregorio VII che morì in esilio a Salerno a causa della lotta per le investiture. La preziosa teca, che ha subito recentemente un restauro (da anni Gregorio VII è stato "trasferito" in un sarcofago romano, per ordine di monsignor Carucci che definì "pupazzo" ciò che era in mostra nella teca in cristallo e argento), fu realizzata nel 1954 su commissione dell'armatore salernitano Antonio D'Amico che ne fece dono alla cattedrale. Sullo scrigno d'argento sono riportate in latino le ultime parole del pontefice: «Amai la giustizia ed odiai l'iniquità perciò muoio in esilio».
Alle pareti della cappella ci sono due affreschi datati 1722, probabilmente commissionati dall'arcivescovo Poerio che raffigurano: quello a destra l'ingresso di Gregorio VII in Salerno, l'altro a sinistra, Gregorio VII che consegna le insegne cardinalizie ai canonici di Salerno.

#### Organo a canne

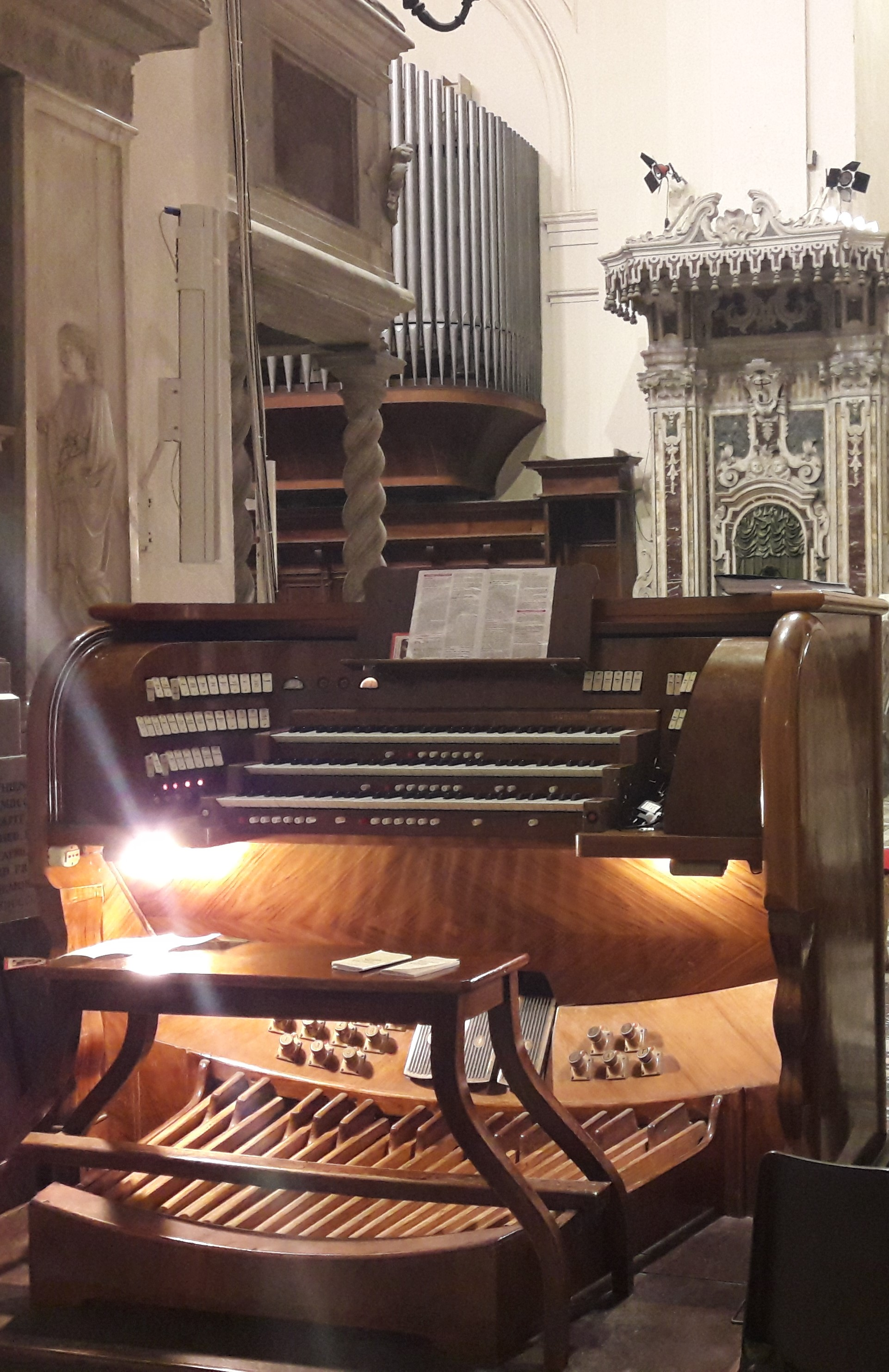
La consolle e il corpo di sinistra del grand'organo

Testimonianze della presenza di un organo a canne nella cattedrale di Salerno si hanno già negli anni 1483-1485, quando l'allora vescovo Giovanni d'Aragona, figlio del re di Napoli, fece costruire uno strumento di modeste dimensioni. Ancora prima stampe medievali sembrano rivelare la presenza di un piccolo organo in navata centrale. Prima dell'attuale organo, fatto costruire dall'Arcivescovo Demetrio Moscato, lo strumento principale della cattedrale era uno strumento dell'organaro Giuseppe Costamagna, sito in corrispondenza del coro ligneo, nella navata centrale. Negli anni '50 lo strumento è stato affiancato al nuovo organo Tamburini ed è stato spostato in corrispondenza della parete sinistra del transetto, dove si trova ancora oggi l'altare del Santissimo Sacramento.
Il grande organo a canne della Cattedrale di Salerno è stato costruito da Giovanni Tamburini nel 1954 ed è uno strumento sinfonico-eclettico di scuola ceciliana. Esso è suddiviso in quattro corpi pensili, non poggianti su cantorie: due contrapposti ai lati del coro (al termine della navata centrale), due più grandi a ridosso di ciascuna delle due pareti fondali del transetto. L'organo, a trasmissione elettrica, ha 47 registri e viene suonato per mezzo di una consolle mobile indipendente situata a pavimento nel transetto, dotata di tre tastiere di 61 note ciascuna (Do1-Do6) e una pedaliera concavo-radiale di 32 note (Do1-Sol3).

#### La cappella del tesoro
Dalla sagrestia si accede alla cappella del tesoro, con un notevole soffitto affrescato e raffigurante il cosiddetto Paradiso salernitano (a causa della presenza, in primo piano, dei Santi legati alla città: Matteo, Fortunato, Gaio, Ante, Bonosio, Grammazio...) opera del pittore Filippo Pennino. Nella cappella vengono conservate, tra gli altri cimeli, le statue in argento del santo patrono, di papa Gregorio VII, dei Santissimi Martiri Salernitani e la statua in legno massiccio di San Giuseppe, oltre a numerosi ostensori e reliquiari (tra cui spicca quello del Braccio di San Matteo). 
Ogni 21 settembre le statue vengono portate in una processione che si conclude con la caratteristica corsa salendo lo scalone principale della Cattedrale.

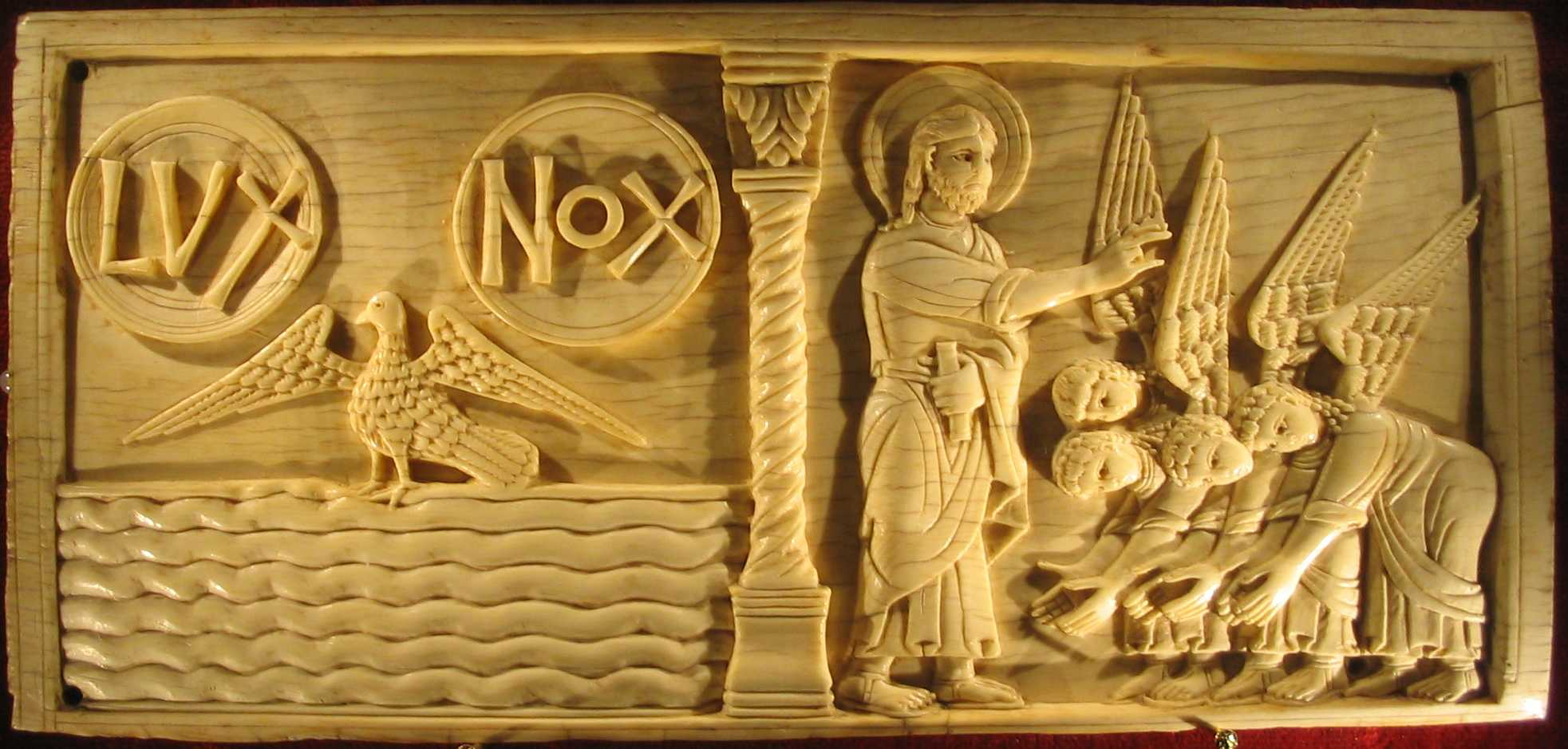
Avori Salernitani

Sempre dalla sagrestia si ha accesso al complesso dell'ex seminario che attualmente ospita il Museo diocesano; in esso sono conservati numerosi reperti tra cui sculture, pale d'altare e frammenti decorativi provenienti dalla Cattedrale. Inoltre nel museo sono esposti gli Avori Salernitani: tessere decorate su avorio e raffiguranti scene del Vecchio e del Nuovo Testamento, che una volta decoravano l'antico altare della Cattedrale.

#### La cripta

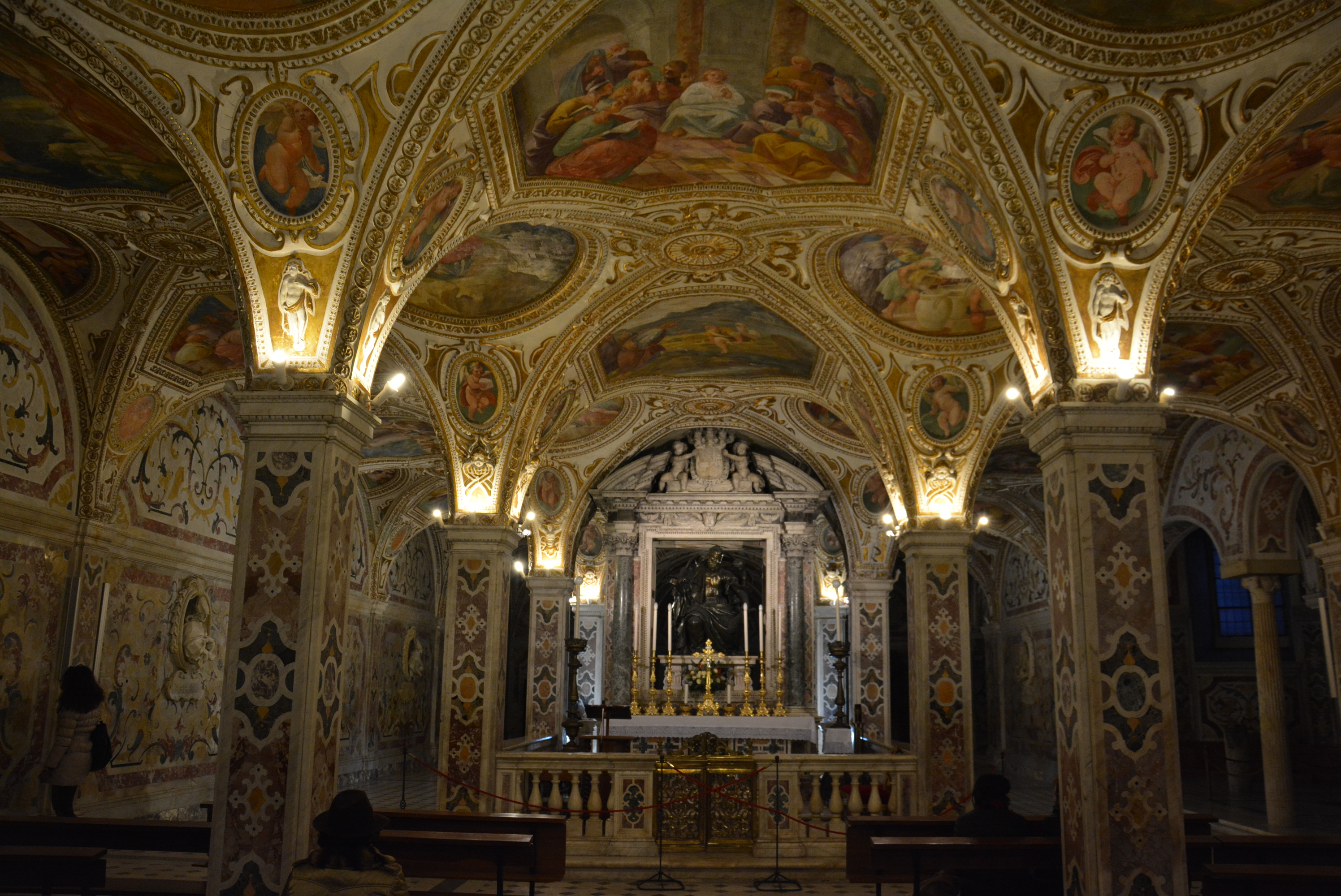
Interno della cripta

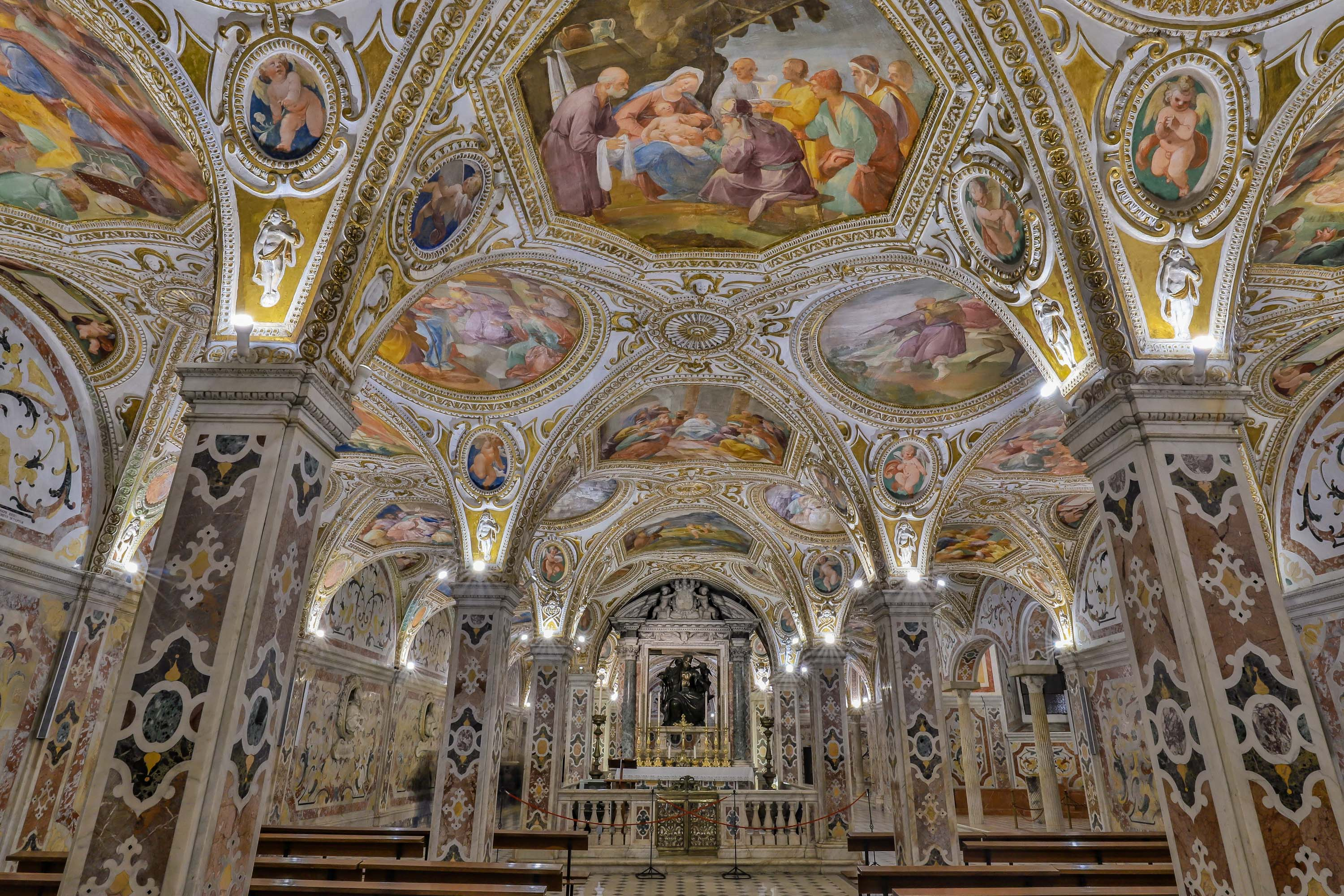
L'interno della cripta del duomo di Salerno

Di grande valore artistico è la cripta che custodisce le spoglie mortali di San Matteo. La leggenda della traslazione vuole che le reliquie siano state portate a Salerno da Gisulfo I nel X secolo ed in seguito nel 1081, quando fu costruita la nuova cattedrale dedicata all'evangelista, furono deposte nella cripta destinata a custodirle.
Agli inizi del XVII secolo la cripta fu restaurata in stile barocco su progetto dell'architetto Domenico Fontana e del figlio Giulio. La cripta ospita anche i resti dei Santissimi Martiri Salernitani Fortunato, Gaio, Ante e Felice, e le reliquie dei Santi Confessori. Sulla tomba di san Matteo, seminterrata, troneggia una statua bronzea e bifronte del medesimo, opera del 1605 dello scultore Michelangelo Naccherino.
Tutti gli affreschi del soffitto sono opera del pittore tardo-manierista Belisario Corenzio e raffigurano scene del Vangelo di Matteo, oltre ad alcuni episodi di storia salernitana (quali L'assedio della città da parte dei francesi). I marmi che racchiudono le antiche colonne e le pareti sono della metà del Settecento e sono opera del marmista napoletano Francesco Ragozzino; sulle pareti ci sono venti statue raffiguranti San Giovanni Battista e i primi santi vescovi di Salerno.
Proprio le reliquie di questi ultimi sono sepolti nella cappella a Nord che da loro prende il nome: le urne, in legno e cristallo, sono esposte in vetrine sulla parete, e su ognuna di esse è inciso il nome del defunto. Quella di San Bonosio, primo vescovo di Salerno (vissuto all'epoca di Alarico I), è la più grande ed è situata al centro, con tanto di iscrizione marmorea al di sotto; l'originaria sepoltura, costituita da una lastra marmorea datata 1081, è ancora visibile al centro del pavimento della cappella, ed è una preziosa fonte che conferma il sicuro completamento della cripta per quella data.
Nella zona Est è visibile la Cappella dei Santi Martiri Salernitani che ospita le loro spoglie. Essi si chiamavano Fortunato, Caio, Ante (o Andes) e Felice, e subirono il martirio all'epoca delle persecuzioni di Diocleziano (303-310); i primi tre furono decapitati presso il Tempio di Priapo che era situato presso la foce dell'Irno; Felice fu invece decollato nella località "Felline", dove oggi c'è una chiesa a lui dedicata: la chiesa di San Felice in Felline. Le ossa sono collocate in due urne poste sotto una grata in ottone al centro del pavimento, mentre le fasi del loro processo, martirio e sepoltura definitiva sono mirabilmente affrescate sul soffitto. Accanto alla grata vi è un tronco di colonna sulla quale sarebbero stati decapitati (vedi la sezione Leggende).

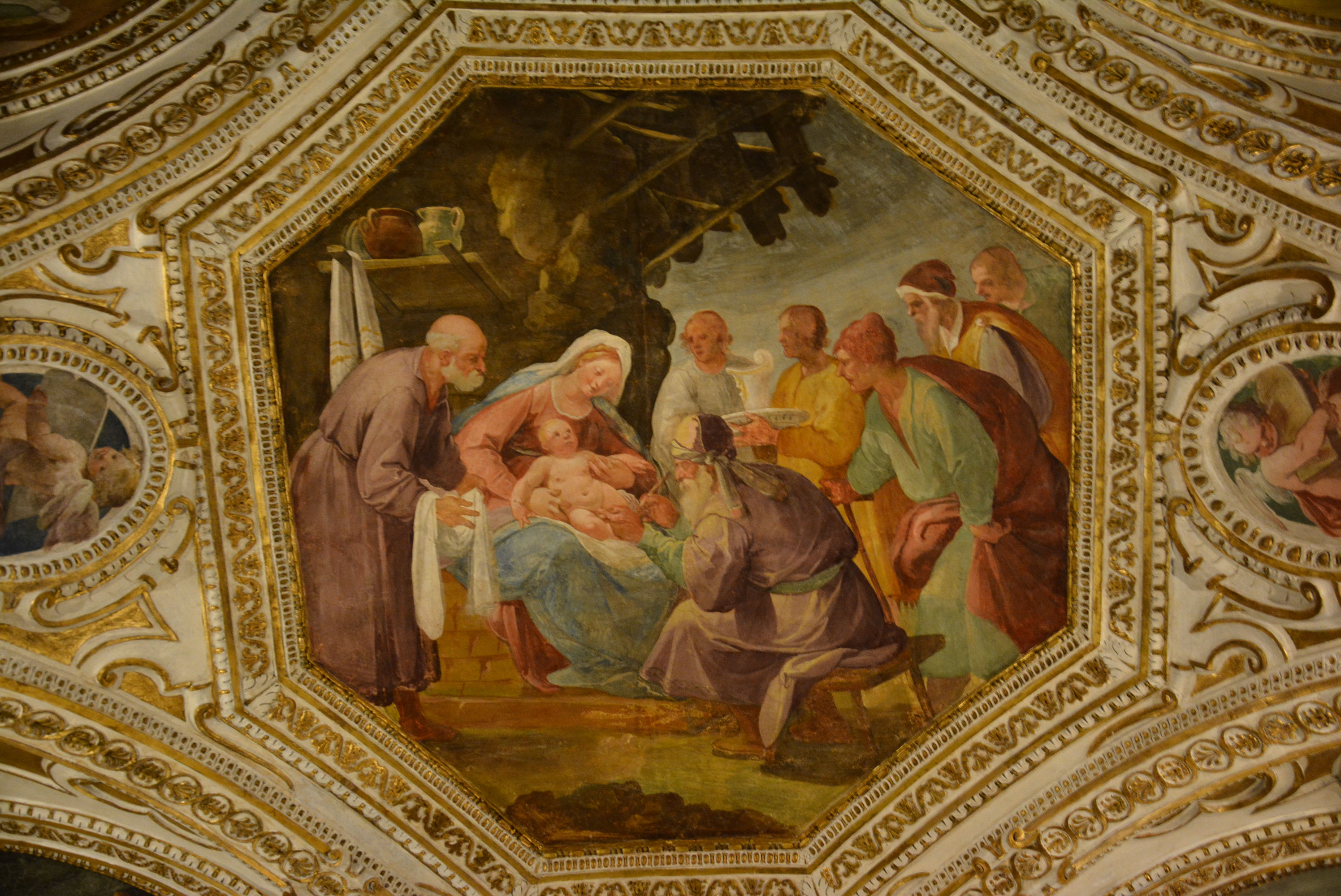
Particolare del soffitto della cripta

Le altre due cappelle ad Est, ai lati di quella dei Martiri, non sono meno suggestive: la prima custodisce le spoglie delle sante sorelle di San Prisco (vescovo di Nocera) che, ritrovate da Alfano I nel Medioevo, vennero risistemate in loco negli anni sessanta; una splendida tela istoriata e raffigurante la Madonna è stata trafugata pochi anni or sono dall'altare. La seconda cappella ospita la sagrestia della cripta. 
Prima di entrare nella cripta, lungo la scala, vi è una cappella dove vi sono le tombe degli arcivescovi Gaetano Pollio e Gerardo Pierro, oltre a quella del cardinale Renato Raffaele Martino.
La tomba di San Matteo è al centro della cripta, e rappresenta il Sancta Sanctorum. Si trova esattamente sotto l'altare maggiore della soprastante Cattedrale, è seminterrata, ed è costituita da un ampio baldacchino marmoreo recante gli stemmi dei Borbone, sul quale troneggia una statua bronzea e bifronte dell'Evangelista nell'atto di scrivere, opera del 1605 dello scultore Michelangelo Naccherino. Immediatamente sotto di essa, in una celletta, è racchiusa la scatola in cui si raccoglieva la "Manna di San Matteo". Ai lati dell'altare, vi sono otto candelabri dorati che furono donati all'inizio dell'Ottocento dalla Scuola medica salernitana.
La tomba vera e propria è raggiungibile mediante una scala aperta solo nel dopoguerra, e visibile da una finestrella circolare: ha un assetto molto semplice, rappresentato da una lastra marmorea con frammenti decorativi bizantini, sotto la quale sono conservate le due urne con i resti. Su una colonnina rivestita in rame, visibile sul fondo della lastra, si raccoglieva la "Manna di San Matteo".

## Celebrazioni straordinarie

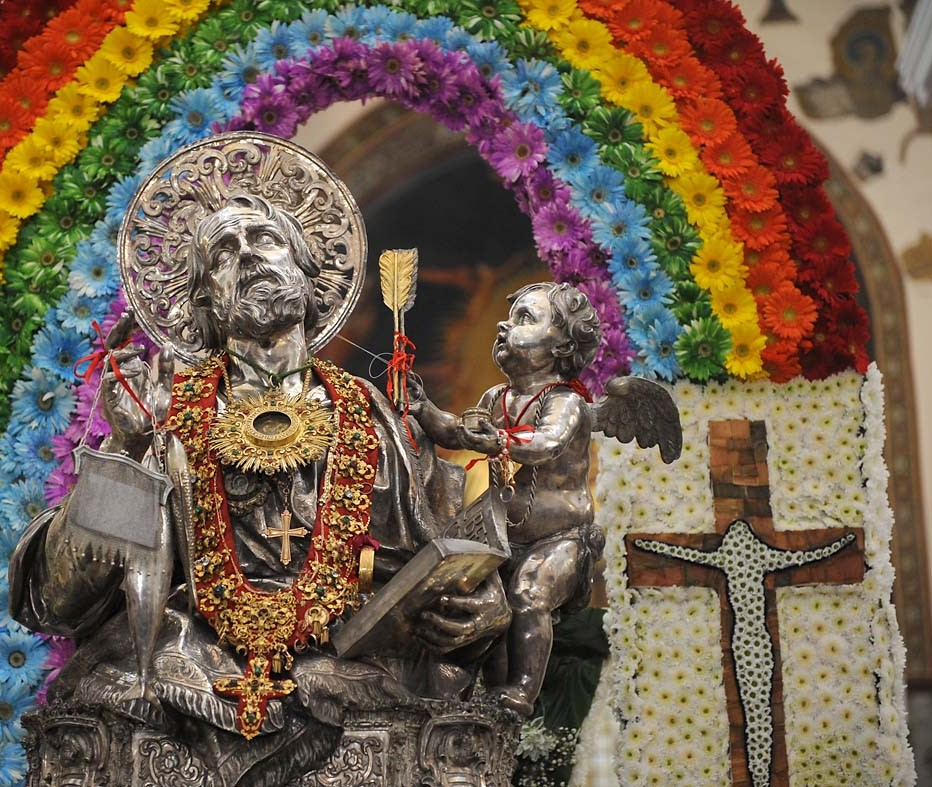
La statua in argento di San Matteo pronta per la solenne processione

- 6 maggio, data della Traslazione delle reliquie del santo;
- 25 maggio, festa di San Gregorio VII;
- 21 agosto, alzata del Panno di San Matteo un mese prima della festa;
- 21 settembre, data in cui si festeggia il Santo Patrono Matteo: vengono portate per le strade cittadine del centro storico le statue dei Martiri salernitani, di Gregorio VII, di san Giuseppe (l'unica in legno) ed infine la statua di san Matteo, accompagnate da alcune bande musicali locali. La mattina invece si svolge il solenne Pontificale, cui partecipano tutte le autorità e i sacerdoti della diocesi;
- 29 settembre, festa di San Michele arcangelo.

## Leggende
- Una leggenda vuole che, durante un'invasione saracena, i leoni del portale sarebbero diventati vivi, e avrebbero divorato i pirati che volevano profanare la cattedrale.
- Secondo un'altra leggenda, il Duca Guglielmo, morto assassinato, fu pianto a lungo dalla vedova Guaidalgrima che, in segno di lutto e seguita nell'esempio dalle damigelle del suo seguito, si recise i capelli sul di lui sepolcro nell'atrio. Da allora ogni 4 agosto (anniversario dell'evento) una farfalla dorata uscirebbe dal sarcofago e volerebbe tra le colonne prima di scomparire, mentre il fantasma della stessa Guaidalgrima si avvicinerebbe alla tomba per piangere.
- A causa della forma bifronte della statua della cripta, è nato il detto popolare "San Matteo ha due facce", esteso poi a tutti i Salernitani.Il celebre Panno di San Matteo, che viene issato un mese prima della solenne festa patronale della città in onore del Santo protettore

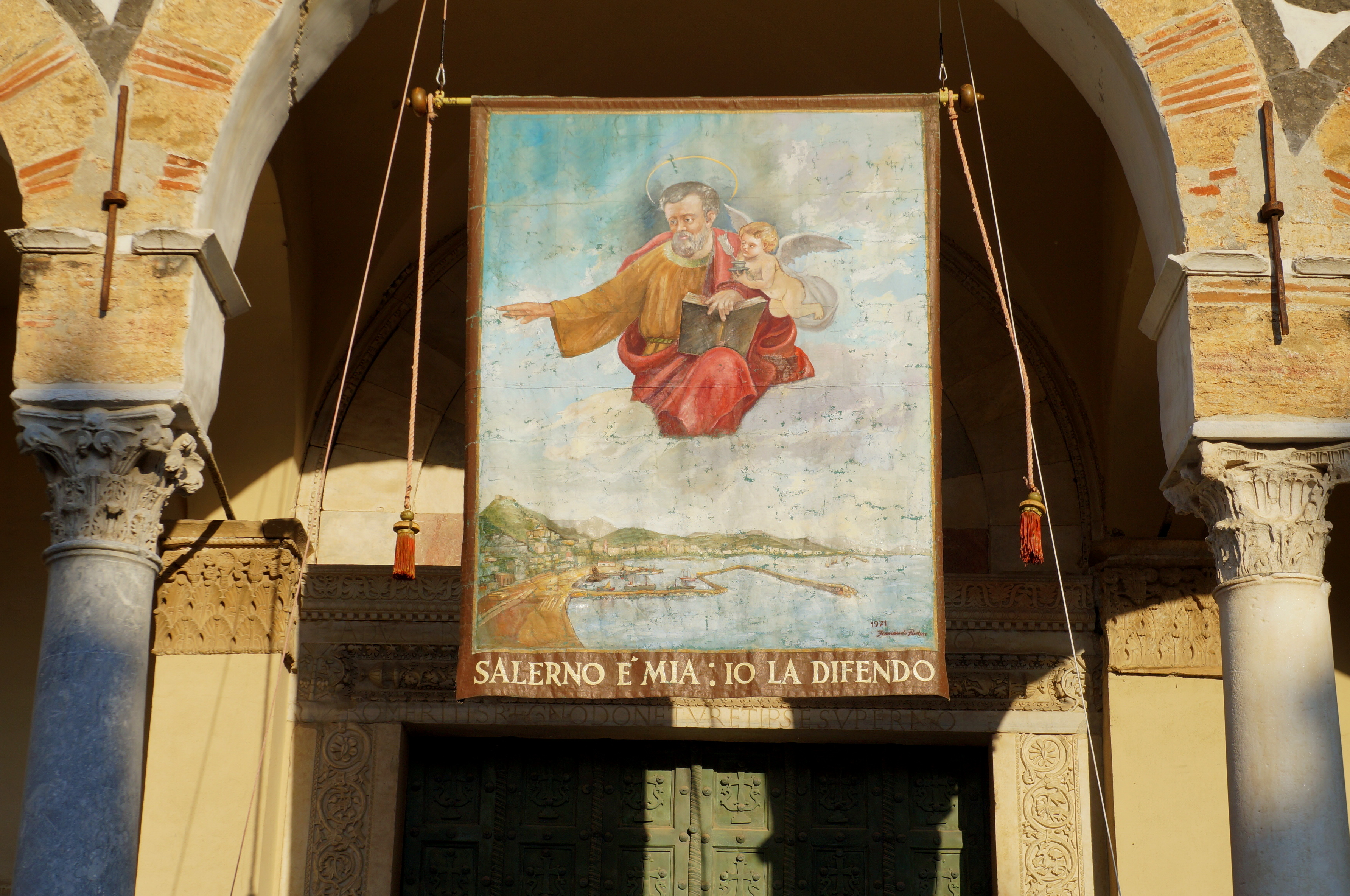
Il celebre Panno di San Matteo, che viene issato un mese prima della solenne festa patronale della città in onore del Santo protettore

- Presso le tombe dei Santi Martiri Salernitani, è esposto un troncone di colonna tortile in marmo con una venatura rossastra, che fu trovato nel '500 presso la foce dell'Irno: secondo la tradizione, fu il cippo su cui i santi furono decapitati, il cui sangue fu assorbito dal marmo; la leggenda vuole inoltre che, accostando l'orecchio al marmo, sarebbe possibile sentire il pulsare del sangue.
- Fino al 1830 circa, dalle reliquie del Santo trasudava un liquido trasparente ed inodore, la cosiddetta Manna di San Matteo, alla quale erano attribuite proprietà miracolose.
- Nella Cattedrale è anche ambientata parte della Leggenda del Povero Enrico, principe tedesco colpito dalla peste che, su consiglio divino, fu guarito dal male mentre pregava sulla tomba di San Matteo.